# The Walt Disney Company CIS
The Walt Disney Company CIS, LLC («Уолт Дисней Компани СНГ»), также известна как Disney Россия — российская дочерняя компания транснациональной компании The Walt Disney Company EMEA, занимавшейся производством кинофильмов, телевизионным контентом, лицензированием потребительских товаров, а также выступала дистрибьютором посредством Walt Disney Studios.
10 марта 2022 года было заявлено о приостановке деятельности из-за ситуации с Украиной. В октябре того же года Disney удалила свои российские сайты и аккаунты в социальных сетях, а также Россия исчезла из списка стран, в которых есть филиал компании. В ноябре компания объявила о закрытии кинопрокатного подразделения в России, а 14 декабря этого же года Канал Disney прекратил своё вещание.
С 2022 года Disney работает напрямую с казахстанской компанией Меломан и студией дубляжа MovieDalen для распространения художественных фильмов в кинотеатрах на рынке СНГ (кроме России и Беларуси).
По состоянию на 19 января 2025 года, согласно источнику «Контур. Фокус», ООО «Уолт Дисней Компани СНГ» имеет статус действующего предприятия.

## История

### Disney во времена СССР
В 1930 году в СССР впервые был показан мультфильм «Танец скелетов».
В 1933 году в кинотеатре «Ударник» прошёл фестиваль американского мультипликационного искусства. Фестиваль затмил прошедший в этом же году просмотр достижений отечественного анимационного искусства. Советский Союз попал под влияние Диснея — его фильмы признали эталоном. В 1934 году руководителю «Амкино», Виктору Смирнову, было поручено изучить кинематограф Диснея и братьев Флейшер. По возвращении в Советский Союз он создаёт студию по производству весёлых мультфильмов, становясь её единственным режиссёром. Студией было выпущено несколько мультфильмов, копирующих диснеевский стиль, среди которых были «Мишка-аэронавт» и «Чемпион поневоле», но производство не удалось поставить на поток. Вскоре Смирнов был снят с должности, а его студию объединили с командой аниматоров «Мосфильма». В 1936 году из коллективов «Мосфильма», «Совкино» и «Межрабпомфильм» был создан «Союздетмультфильм», который позже будет переименован в «Союзмультфильм».
После Великой Отечественной войны в советском прокате появились «трофейные фильмы», например, «Белоснежка и семь гномов», которые не требовали лицензии на показ. А вот мультфильм «Бэмби», покоривший советских зрителей ещё в 1942 году, был подарком Уолта Диснея СССР как стране-союзнику во Второй мировой войне.
В 1959 году было создано Всесоюзное бюро пропаганды советского киноискусства, в котором проводились встречи деятелей кино со зрителями, а также лекции на которых рассказывали о тенденциях в мировой мультипликации.
В 1965 году во внеконкурсной программе IV Московского международного кинофестиваля был показан фильм «Мэри Поппинс», завоевавший популярность среди зрителей. В 1968 году издательство «Искусство» выпустило книгу Эдгара Арнольди «Жизнь и сказки Уолта Диснея», которая пользовалась успехом среди читателей.
В 1980-е годы произошёл настоящий рост популярности продукции компании Disney. Так, в официальной программе XV Московского международного кинофестиваля участвует фильм «Путешествие Нэтти Ганн» с Мередит Сэленджер и Джоном Кьюсаком в главных ролях. В 1988 году в Москву на фестиваль фильмов Уолта Диснея приезжает делегация из Disney во главе с Роем Эдвардом Диснеем, а в 1989 году в СССР начинается выпуск одного из наиболее популярных детских журналов «Микки Маус».
1 января 1991 года на телеканале «Первая программа ЦТ» состоялась премьера мультсериалов «Утиные истории» и «Чип и Дейл спешат на помощь».

## Активы

### Закрытые
- Fox Networks Group Россия (2012—2022)
- Канал Disney[19] (2010—2022)
- Walt Disney Studios[a][19] (2020—2022)
- Walt Disney Studios Sony Pictures Releasing (2007—2020)
- Jetix (2005—2010)
- Jetix Play (2005—2010)
- Радио Disney[20] (2013—2022)

## Телеканалы и радио
На данный момент телеканалы закрыты на территории России и Беларуси (с 2022 г.), но продолжают вещание в остальной части СНГ.
| Телеканал                                        | Дата начала вещания         | Дата конца вещания      | Дата приобретения       |                         |
| The Walt Disney Company                          | The Walt Disney Company     | The Walt Disney Company | The Walt Disney Company | The Walt Disney Company |
| группа № 1                                       | группа № 1                  | группа № 1              | группа № 1              | группа № 1              |
| ------------------------------------------------ | --------------------------- | ----------------------- | ----------------------- | ----------------------- |
| Fox Kids                                         | 1 апреля 1999               | 31 декабря 2004         | октябрь 2001            |                         |
| Jetix                                            | 1 января 2005               | 10 августа 2010         |                         |                         |
| Канал Disney                                     | 10 августа 2010 (кабельный) | 31 декабря 2011         |                         |                         |
| Канал Disney                                     | 31 декабря 2011 (эфирный)   | 14 декабря 2022         |                         |                         |
| группа № 2                                       |                             |                         |                         |                         |
| Fox Kids Play                                    | ноябрь 2003                 | 31 декабря 2004         |                         |                         |
| Jetix Play                                       | 1 января 2005               | 1 августа 2010          |                         |                         |
| группа № 3                                       |                             |                         |                         |                         |
| BabyTV                                           | 7 июля 2007                 |                         | март 2019               |                         |
| National Geographic Partners (73 %)              |                             |                         |                         |                         |
| National Geographic                              | сентябрь 2001               |                         | март 2019               |                         |
| Nat Geo Wild                                     | июнь 2007                   |                         | март 2019               |                         |
| Nat Geo Music                                    | 2 февраля 2009              | 31 августа 2011         | март 2019               |                         |
| ESPN Inc. (80 %)                                 |                             |                         |                         |                         |
| ESPN Classic Sports                              | 1 марта 2004                | 1 января 2006           |                         |                         |
| Disney Networks Group (ранее Fox Networks Group) |                             |                         |                         |                         |
| группа № 1                                       |                             |                         |                         |                         |
| Fox Crime                                        | 5 марта 2008                | 1 октября 2012          | март 2019               |                         |
| Fox                                              | 1 октября 2012              | 24 января 2024          | март 2019               |                         |
| FX                                               | 24 января 2024              |                         |                         |                         |
| группа № 2                                       |                             |                         |                         |                         |
| Fox Life                                         | 15 апреля 2008              | 4 января 2024           | март 2019               |                         |
| FX Life                                          | 4 января 2024               |                         |                         |                         |
| A&E Networks (50 %)                              |                             |                         |                         |                         |
| History                                          | сентябрь 2013               |                         |                         |                         |
| History 2                                        | 22 августа 2016             |                         |                         |                         |
| ABC                                              |                             |                         |                         |                         |
| ABC News                                         | ~2020                       | 5 марта 2022            |                         |                         |

| Радио        | Дата начала вещания | Дата конца вещания |
| ------------ | ------------------- | ------------------ |
| Радио Disney | 1 октября 2013      | 28 июля 2022       |

## Фильмография
Первым художественным фильмом Disney в России была «Книга мастеров», выпущенная в 2009 году. Disney планировала снять два новых фильма летом 2011 года, но после неутешительных финансовых результатов, компания отказалась от этих планов. Следующими полнометражными фильмами Disney стали «Последний богатырь», вышедший в 2017 году, и его продолжения «Последний богатырь: Корень зла» и «Последний богатырь: Посланник тьмы», вышедшие в 2021 году.
| Год  | Название                           | Дистрибьютор                                | Совместное производство        |
| ---- | ---------------------------------- | ------------------------------------------- | ------------------------------ |
| 2009 | Книга мастеров                     | Walt Disney Studios Sony Pictures Releasing | ТриТэ, Yellow, Black and White |
| 2015 | Счастье — это...                   | Walt Disney Studios Sony Pictures Releasing | ПаркСинема                     |
| 2017 | Последний богатырь                 | Walt Disney Studios Sony Pictures Releasing | Yellow, Black and White        |
| 2019 | Счастье — это… Часть 2             | Walt Disney Studios Sony Pictures Releasing | ПаркСинема, ФильмФест          |
| 2021 | Последний богатырь: Корень зла     | Walt Disney Studios                         | Yellow, Black and White        |
| 2021 | Последний богатырь: Посланник тьмы | Walt Disney Studios                         | Yellow, Black and White        |

## Дистрибьютор
С февраля 2020 года компания «Walt Disney Studios» (WDS) представляет на российском и СНГ рынках фильмы производства Walt Disney Studios: Walt Disney Pictures, Walt Disney Animation Studios, Pixar, Marvel Studios, Lucasfilm, а также 20th Century Studios, Searchlight Pictures, вошедших в состав The Walt Disney Company в марте 2019 года. Компания также поддерживает привлечённые проекты российского производства в прокате на территории России и СНГ.
Ранее, с 2006 года до создания «Walt Disney Studios» (WDS), прокат фильмов Disney вёлся компанией «Walt Disney Studios Sony Pictures Releasing» (WDSSPR) — совместным предприятием, учреждённым международными компаниями Walt Disney Studios Motion Pictures International и Sony Pictures Releasing International. «WDSSPR» являлся одним из лидеров российского рынка кинопроката, занимая первое место по сумме кассовых сборов среди кинопрокатных компаний в 2009 году и с 2011 по 2019 годы. В этот период в прокат вышли: «Король Лев», серия фильмов «Пираты Карибского моря», фильмы новой трилогии «Звёздные войны», блокбастеры киновселенной Marvel, анимационные хиты «Холодное сердце», «Головоломка» и «Зверополис».
До объединения компания «Двадцатый Век Фокс СНГ» работала на российском рынке с 2006 года и выпустила в прокат такие картины, как «Аватар», «Выживший», «Богемская рапсодия», «Три билборда на границе Эббинга, Миссури», «Форма воды», серию анимационных фильмов «Ледниковый период», анимационный фильм «Симпсоны в кино» и фильмы по комиксам Marvel «Дэдпул» и «Люди Икс».
| Год  | Название                  | Дистрибьютор        | Производство                            |
| ---- | ------------------------- | ------------------- | --------------------------------------- |
| 2020 | Трое                      | Walt Disney Studios | Метрафильмс                             |
| 2020 | Дорогие товарищи!         | Walt Disney Studios | Продюсерский центр Андрея Кончаловского |
| 2021 | Скажи ей                  | Walt Disney Studios | Среда                                   |
| 2021 | Спасите Колю!             | Walt Disney Studios | Мотор Фильм Студия, Smart Film          |
| 2021 | Майор Гром: Чумной Доктор | Walt Disney Studios | Bubble Studios, КиноПоиск HD            |
| 2022 | Мистер Нокаут             | Walt Disney Studios | Россия-1, Кинодом                       |

| Место | Название                                                | Год  | Кассовые сборы |
| ----- | ------------------------------------------------------- | ---- | -------------- |
| 1     | Король Лев                                              | 2019 | ₽2 995 894 252 |
| 2     | Мстители: Финал                                         | 2019 | ₽2 986 847 462 |
| 3     | Пираты Карибского моря: Мертвецы не рассказывают сказки | 2017 | ₽2 325 732 326 |
| 4     | Зверополис                                              | 2016 | ₽2 280 173 516 |
| 5     | Малефисента: Владычица тьмы                             | 2019 | ₽2 181 200 000 |
| 6     | Мстители: Война бесконечности                           | 2018 | ₽2 162 659 394 |
| 7     | Холодное сердце 2                                       | 2019 | ₽2 098 734 538 |
| 8     | Последний богатырь: Корень зла                          | 2021 | ₽2 048 383 619 |
| 9     | Последний богатырь: Посланник тьмы                      | 2021 | ₽2 024 367 655 |
| 10    | Звёздные войны: Пробуждение силы                        | 2015 | ₽1 865 821 898 |

### Комментарии
1. ↑  ООО «Дисней Студиос»
2. ↑  До 2020 года Walt Disney Studios Sony Pictures Releasing